# Anna Utsch
Anna Utsch MSC (* 14. November 1878 in Mudersbach, Kreis Altenkirchen, als Katharina Utsch; † 13. August 1904 in den Bainingbergen, Papua-Neuguinea, ermordet) war eine deutsche Missionsschwester und Märtyrin.

## Leben
Katharina Utsch aus dem nördlichen Rheinland-Pfalz trat am 25. März 1901 im Alter von 22 Jahren in den Orden der Missionsschwestern vom Heiligsten Herzen Jesu von Hiltrup ein, nahm den Ordensnamen Anna an und reiste am 10. September 1902 nach Neu-Britannien (heute Teil von Papua-Neuguinea). Sie gehörte zu der am 14. April 1903 gegründeten Schwesternstation St. Paul in den Bainingbergen. In den frühen Morgenstunden des 13. August 1904 ermordeten Angehörige des Volksstamms der Baining in der Mission St. Paul Pater Matthäus Rascher und neun Missionare und Missionsschwestern (darunter die 25 Jahre alte Anna Utsch).

## Gedenken
Die Römisch-katholische Kirche in Deutschland hat Schwester Anna Utsch als Märtyrin in das deutsche Martyrologium des 20. Jahrhunderts aufgenommen.